# Pau Orri
Pau Orri (Barcelona, segle xviii - segle XIX) va ser un franciscà del convent de Reus, conegut com "el pare Punyal", veterà de la Guerra del francès, dels alçaments dels reialistes purs i dels malcontents, que liderava una partida reialista a les terres tarragonines.

## Biografia
Armat de cap a peus, calçat amb espardenyes i vestint l'hàbit franciscà, lluïa un crucifix entre dues pistoles i empunyava sempre un fuet de cuir. L’1 de setembre de 1827 s’aixecava a Cornudella una partida a les ordres de Joaquim Laguàrdia i dels frares franciscans Bernat Sirvent i Pau Orri. L’altre franciscà, Bernat Sirvent, provenia del convent de Riudoms. Van participar activament a la Guerra dels Malcontents, una insurrecció armada de caràcter absolutista radical que es va desenvolupar el 1827 a la Catalunya rural, i en menor mesura al País Valencià, Aragó, País Basc i Andalusia contra el que es consideraven mesures desencertades del govern de Ferran VII, com ara la col·laboració amb destacats liberals i l'establiment de mesures fortament centralistes, el restabliment de la Inquisició i l'aprovació de la llei sàlica que prohibia a les dones heretar la corona.
Pau Orri, segons una informació que donava el Diario de Barcelona del 22 de novembre de 1822, en plena Guerra Reialista, ja se l'havia citat a un judici per aclarir les circumstancies que havien influït en la seva fuga i fugida del convent de Franciscans de Barcelona. Andreu de Bofarull explica que va ser un dels defensors del bisbe de Tarragona Jaume Creus i Martí que va morir l'any 1825, predicant des dels púlpits de les esglésies de Reus i Tarragona contra els liberals vençuts i defensant la re-instauració de la Inquisició.
El militar Joan Rafí Vidal va ser el cap de la insurrecció dels malcontents al Camp de Tarragona. En realitat es deia Joan Rafí Sastre, de can Vidal de Vilabella. L'any 1826 era el subinspector del govern militar de Tarragona i va rebre l'ordre de sufocar les partides de revoltats. Amb aquesta excusa, el 4 de setembre va entrar a Reus amb 200 homes, on es va declarar comandant de l'exèrcit revoltat tot dient: “Desde ahora me quito la máscara, y digo: que soy partidario de aquellas columnas, me declaro a su favor, y continuaré, siempre que sea su fin separar a todo infame que haya sido constitucional…”.
La matinada del dia 8 de setembre, part del batalló de Voluntaris reialistes que havia participat a les partides absolutistes durant el Trienni liberal, es va manifestar a Reus cridant Viva el rey, "pero no decían cual", diu Andreu de Bofarull, encapçalats pels franciscans Orri i Sirvent. El dia 9, van fer formar els Voluntaris de la ciutat davant de la caserna de cavalleria, incitant-los a la revolta els dos franciscans, Orri i Terrés. Andreu de Bofarull ens explica: “entró el grueso de toda aquella facción capitaneada por el célebre Franciscano padre Orri, el que iba guarnecido de todas armas encima de su hábito y montado. Durante su permanencia en Reus se apoderaron de todos los fondos del Ayuntamiento, exigiendo crecidas sumas para cubrir sus necesidades". Van desarmar els soldats reusencs que no els van secundar i van ser a Reus fins al dia 19, quan van marxar cap a Constantí per hostilitzar Tarragona des d'allà. Segons les informacions, a Reus hi havia reunits més de 6.000 homes.
El 13 de setembre, Rafí Vidal publicava una proclama dirigida als habitants del Camp de Tarragona que començava: "Viva la santa religión. Viva el rey nuestro señor, y el tribunal de la Inquisición". Acabava: "Mediante la divina gracia, alcanzaremos la gloria inmortal de extinguir los enemigos del trono de Fernando y de la sacrosanta religión de Jesucristo que profesamos".
Els revoltats a Catalunya eren uns 20.000 homes. El govern havia perdut el control del territori. Reus estava ocupat per un grup de militars de la ciutat, de Cambrils i de la Selva amb oficials dels Voluntaris Realistes de Castellvell, Mont-roig i Vila-seca, diu Pere Anguera. El 14 de setembre la força que comandava Rafí Vidal va derrotar a l'exèrcit governamental al coll de Balaguer. El 19 de setembre assetjava Tarragona. El 14 de setembre s'havia nomenat Capità general de Catalunya al Comte d’Espanya Charles d'Espagnac.
El 21 de setembre es va constituir la Junta Corregimental a Alforja com a govern provisional de la comarca. El president era Rafí Vidal. Per sufocar la revolta i desfer malentesos, el rei Ferran VII, el 18 de setembre va decidir marxar sobre Catalunya. Va sortir el dia 22 acompanyat, entre d'altres, pel ministre de Gracia y Justicia Francisco Tadeo Calomarde.
El Diari de Tarragona del 10 d’octubre de 1827 portava la descripció del viatge del rei. Va sortir el dia 22 de San Lorenzo del Escorial cap a Ocaña. A l'endemà va anar a Quintanar de la Orden. El següent a Albacete. L’altre a La Gineta. El dia 26 havia dinat a Castelló de la Plana i va anar a dormir a Vinaròs. A l'endemà, 28 de setembre, va dinar a L'Hospitalet de l'Infant i va arribar a Tarragona. Rafi Vidal l'havia anat a trobar a Vinaròs per conèixer les seves intencions, però en veure que no hi hauria amnistia, va decidir que faria front a les tropes reials una altra vegada al coll de Balaguer, i alguns batallons de les seves tropes s'hi van encarar Bofarull diu que les tropes reials, més ben organitzades, van fer retrocedir sense dificultats "a aquellos incautos". Amb l'arribada del rei, les forces sublevades es van atemorir. El Pare Punyal i els altres van abandonar Reus el 27 de setembre. El dia 29 el general Josep Manso va entrar a la ciutat, i Bofarull diu que el dia 1 d'octubre alguns ciutadans va detenir el pare Orri que intentava tornar a la ciutat des de l'ermita de Misericòrdia. El van portar a l'ajuntament entre una gran cridòria de gent que s'havia reunit i el cap de la tropa de la Caserna de Reus el va salvar de ser linxat. L'endemà el van portar a Tarragona davant de Calomarde, on, després d'un parlament amb Orri, el va deixar en llibertat. Bofarull comenta que hi havia una especial clemència amb els eclesiàstics. Mentrestant, Rafí Vidal i Albert Olives, tinent coronel retirat i regidor a Reus que s'havia pronunciat amb Rafí, van ser afusellats a Tarragona el dia 5 de novembre amb el càrrec de ser els caps de la revolta. Després els van penjar a la plaça d'armes situada entre la porta de Lleida i la de Sant Francesc, on el seu cadàver va ser exposat al públic durant tot el dia amb un cartell al pit en què figurava escrit el motiu de la sentència.
L'any 1828 quan encara continuava l'alçament absolutista, Pau Orri va arribar fins a les muralles de Barcelona, cridant visques a la Inquisició i al Rei absolut i mort a les lleis i a la pàtria. En la reacció sanguinària de Ferran VII per sufocar aquella revolta, va salvar la pell refugiant-se en un convent de monges.